# 田中智美
田中 智美（たなか ともみ、1988年1月25日 - ）は、日本女子の元陸上競技選手。専門種目は長距離走・マラソン。主な実績に、2016年リオデジャネイロオリンピック女子マラソン日本代表（19位）、2014年横浜国際女子マラソン優勝、2016年名古屋ウィメンズマラソン2位など。

## 経歴・人物

### 大学時代まで
1988年1月25日、千葉県成田市出身。玉造幼稚園、成田市立成田小学校を経る。本人は走る事が苦手と自認していたが、周囲では「小さい時からかけっこが速かった」との評判だった。「成田市ロードレース大会」で小学校5年（1998年）,小学校6年（1999年）と優勝し、頭角を現した。成田小学校時代の同級生にサッカー選手の船山貴之（ジェフユナイテッド市原・千葉、中学でも同級生である）、2年後輩にプロ野球選手の唐川侑己（投手、千葉ロッテマリーンズ）がいる。その後、成田市立成田中学校、千葉英和高等学校に進学するも県大会出場がやっとで、全国高等学校駅伝競走大会はおろか、インターハイなどの全国大会の出場は無かった。
高校卒業後は玉川大学に進学。当初は教師志望だったが、陸上競技も続けたかったため半ば門前払いを受けながらも陸上部に入部。大学時代も全国大会での出場経験はなかったが、ここで勝負勘を養った。

### 実業団入り後・初マラソンで4位
そうした田中の走りに注目した第一生命保険・山下佐知子監督（1991年世界陸上東京大会銀メダリスト・1992年バルセロナオリンピック4位）の勧誘を受けて、2010年に大学卒業後、第一生命に入社。入社後は、同僚の尾崎好美（2009年世界陸上ベルリン大会銀メダリスト・2012年ロンドンオリンピック18位）の練習相手として実力を着実に上げた。そして、2011年の第31回全日本実業団対抗女子駅伝競走大会でアンカー（6区）を務め、第一生命の9年ぶり2度目の優勝に貢献した。翌2012年には全日本実業団ハーフマラソンで、自身初の全国大会優勝を飾った。2014年の第34回全日本実業団対抗女子駅伝競走大会では5区で5人抜きの快走を見せ、区間2位と好成績を残した。2015年現在は、第一生命のキャプテンを務めている。
マラソンを始めたきっかけは、2000年シドニーオリンピックの女子マラソン種目で高橋尚子が日本女子陸上界において、史上初の金メダルを獲得した事である。尾崎好美にも触発され、2014年3月9日に開催された名古屋ウィメンズマラソンでフルマラソンデビューを果たした。そして、いきなり2時間26分05秒のタイムで4位に入賞した（日本人選手では木崎良子・早川英里に次いで3位）。この大会での実績が認められ、野口みずきや福士加代子も参加しているナショナルチームの練習に初招集された。

### 横浜国際女子マラソンで優勝しながら世界陸上落選
マラソン2戦目となる、世界陸上北京大会の女子マラソン日本代表選考も兼ねた、2014年11月16日の横浜国際女子マラソン（同年・第6回大会限りで開催終了）では、レース前半で先頭集団から一旦離れるも、その後20km付近で集団に追い付いた。ゴール手前の40km付近からはフィレス・オンゴリ（ケニア）とデッドヒートを繰り広げ、ラスト300mでオンゴリ選手を突き放し、2時間26分57秒とタイムは平凡ながらも初のフルマラソン優勝を果たした。さらに国内選考レース（横浜・大阪・名古屋）では唯一の日本人優勝（男女を通じても優勝は田中のみ）を果たした事で、世界陸上選手権の女子マラソン代表入りは濃厚と報道されていた。
しかし2015年3月11日、日本陸上競技連盟が発表した世界陸上女子マラソンの最後の3枠目の座は、大阪国際女子マラソンで日本人トップの2位で田中より18秒先着だった重友梨佐（天満屋）に決まったため、田中は世界陸上の座を逃してしまった。尚、1983年に第1回世界陸上競技選手権（ヘルシンキ大会）が開催されて以降、マラソン国内選考会において優勝しながら世界陸上のマラソン日本代表から落選（辞退者を除く）したのは、2015年現在田中智美1人だけである。

### 名古屋ウィメンズマラソンで日本人トップの2位・リオ五輪日本代表選出
2015年9月27日のベルリンマラソン・女子の部は2時間28分丁度で日本人トップの8位に入る。その後同年12月の第35回全日本実業団対抗女子駅伝等にも出場せず、大好物のビールも一切断ち、オーストラリア・ニュージーランドなどで約70日間の海外合宿を行っていた。
2016年8月開催予定の、リオデジャネイロオリンピック女子マラソン代表最終選考会を兼ねた、同年3月13日の名古屋ウィメンズマラソンでは、終始先頭集団に加わった。30kmでペースアップした同大会2連覇のユニスジェプキルイ・キルワ（バーレーン）を田中一人が追ったものの、33km過ぎで遅れ始める。その後37km手前で小原怜（天満屋）が田中に追いついてからは、ゴール地点のナゴヤドームまで壮絶なデッドヒートを繰り広げたが、残り100mで田中がラストスパートで突き放し、3位の小原とは僅か1秒差の2時間23分19秒で自己記録更新・日本選手トップの2位となり、念願のリオ五輪女子マラソン日本代表選出をほぼ確実にした。それから4日後の3月17日、念願のリオ五輪女子マラソン日本代表へ正式に選出された。

### リオデジャネイロ五輪・女子マラソンは19位、入賞成らず
2016年8月21日、期待されたリオ五輪・女子マラソン本番だったが、16km付近は先頭集団から遅れて第2集団に待機。25km過ぎで福士加代子（ワコール）を一旦追い越し日本人首位に立つも、レース終盤福士に追い抜かされる。結局日本人二番手の19位に終わり、前回ロンドン五輪女子マラソン代表の尾崎好美同様に、8位入賞も遠く及ばなかった。

### リオデジャネイロ五輪後
リオ五輪後の田中は、体重増による調整不足や度重なる怪我の影響などで、公式レースから遠ざかっていたが、約1年半が経過した2018年3月18日のまつえレディースハーフマラソンに出場し、1時間11分39秒で優勝した。そしてリオ五輪から2年半振りのフルとなる、2019年1月27日開催の大阪国際女子マラソンへ出走を決意する。だが、レース序盤の5km過ぎで早々先頭集団から遅れ始め、結局見せ場は殆ど作れないまま、2時間29分台の7位（日本人5着）に終わる。マラソングランドチャンピオンシップ（MGC・2020年東京オリンピック女子マラソン選考会）出場権獲得も果たせず、ゴール後の田中は「完走は出来たけど、私を声援する方々の期待に応えられなかった」と悔し涙を流していた。結果的にこの大阪国際女子が、田中の現役最後のフルマラソンと成った。

### 現役引退
2019年11月24日の第39回全日本実業団対抗女子駅伝大会（クイーンズ駅伝）では、アンカー・6区に出走し、21分50秒の区間10位だった（第一生命グループは2時間17分44秒の総合12位）。その大会終了の後、翌2020年2月9日開催の全日本実業団ハーフマラソンを最後に、現役引退する事を表明。田中は「故障が重なり思うように走れず、今年の7月頃に引退を決断した。今は『やりきった』という感じが有る。弱い選手だったが、『オリンピックに出たい』と思いつつ、『成長する』と山下監督を信じ続けてこられた。第一生命の応援団に支えられて有り難かった」と清々しい表情でコメントした。
その現役ラストランと成った全日本実業団ハーフマラソン・女子の部では、1時間11分47秒の18位で完走を果たす。レース後の田中は、所属先・第一生命の関係者や親族らに対して、「想像以上に沢山の方々が応援に来て頂いて、とても幸せな21Kmだった。第一生命に入社して、頑張って来て良かった」と感謝の言葉を述べ、涙ぐみながら挨拶。監督の山下佐知子は「とても難しい引退レースで、最後まで立派に走ってくれた」と愛弟子を称え、チームメートと共に花束を贈呈していた。

## 2015年世界陸上落選騒動・2016年リオ五輪代表選出・2020年東京五輪選考（女子マラソン）見直し等
田中智美が世界陸上北京大会・女子マラソン日本代表から落選した理由について、日本陸連は、田中がレース前半にハイペースの先頭集団を追わなかったことを消極的だと判断し、「重友選手については、前半から積極的にレースをした。また横浜での出場選手のレベルは名古屋や大阪よりも劣っていた。前田彩里、伊藤舞、重友梨佐は、日本陸連が定めた派遣設定記録の2時間22分30秒を目指す走りだった。後ろからペースを上げての2時間22・23分台なら評価するが」（酒井勝充強化副委員長）と説明した。その記者会見の席で、ロサンゼルス五輪女子マラソン日本代表・スポーツジャーナリストの増田明美は「なぜ同じ26分台で大阪で3位だった重友さんなんでしょうか？重友さんは確かに復調の兆しがあったが、後半5キロの失速を見るとまだまだのように見えた。優勝した田中さんには圧倒的な強さがあったと思う。これで本当に良いのでしょうか？重友さんの選考はすごく主観が入っているという事ですよね??」と、日本陸連関係者に猛抗議する一幕もあった。
田中の所属する第一生命の山下佐知子監督も「田中智美が世界で戦うには力不足なのは謙虚に受け止めねばと思いますが、今回の選考理由はまだ受け入れられません」「（重友の2時間26分39秒と）記録も18秒しか変わらないのに。田中自身もショックを受けている」と悔しさを露わにした。また、十種競技の日本男子元チャンピオン・タレントの武井壮もツイッターやFacebookで、「一発選考じゃないから不公平が起きる。今回の場合、名古屋ウィメンズマラソンで強くて速かった前田彩里1人だけ内定にして、あとの上位選手は決め手が無いんだから、全員補欠でナショナルチーム入り。で、ナショナルチーム内で大会2ヶ月前に最終選考一発勝負すりゃいいと思う」とコメントするなど、異議が上がった。
世界陸上男子マラソンで4回（2011年大邱大会・2013年モスクワ大会・2017年ロンドン大会・2019年ドーハ大会）日本代表選出の公務員ランナー（当時、2019年4月よりプロランナーに転向）・川内優輝は「優勝して選ばれないというのはどうなんでしょうか…他に優勝した選手がいるのなら分かりますけど。重友さんはトップに3分以上つけられたのに、笑ってゴールしたのも気になりました。ただ選ばれたことに重友さんは何も悪くないし、罪はないですよ」と田中と重友を気遣いつつも、日本陸連の選出方法に疑問を呈していた。さらに今回世界陸上北京大会・男子マラソンに初選出の今井正人は、「男女共3人目は誰になるのか微妙なのかな、と思っていました」と語り、「優勝した選手が選ばれない事に驚いた？」と尋ねると「そうですね」と答えている。そして2000年シドニー五輪女子マラソン覇者・2001年女子マラソン世界記録達成者（ベルリンマラソン）で、現在日本陸連の理事を務める高橋尚子は「田中さんが有利だと思っていた。陸連に直接意見を言ったが、返答は代表発表会見と同じ感じで憤慨した」「選ばれた側の重友さんも苦しいはず。勝っても負けても選手が前を向けるようにしなければ」「（日本陸連の）理事を辞める事も考えたが、中にいないと出来ない事がある。今後も選手達を守っていきたい」等と述べていた。
だが田中はこの無念の想いを糧にして、翌2016年3月の名古屋ウィメンズマラソンでは日本人トップの2位に入り、同年8月のリオ五輪女子マラソン日本代表入りを果たす。それでも、その記者会見の席で田中は当事者として、リオ五輪では前年8月の世界陸上北京大会で入賞者（7位）の伊藤舞（大塚製薬）が先に五輪即内定となった件に関し「伊藤さんがどうとかでは無いですが、このまま（世界陸上入賞で五輪内定）では日本人同士の争いになってしまう。世界に向かないといけないのに、入賞を目指すだけではと感じています」と意を決したような表情で私見を述べた。その上で山下監督も「今思っても1年前の事は納得していない。誰もが同意する説明の仕方を、当事者に出来るように気を付けてほしい」と改めて日本陸連へ注文を付け、さらに五輪男女マラソン代表3枠に対して選考会が4レースも有る状況に、「一発選考が良いかはっきり言えない処も有りますが、少なくとも分母と分子位は合わせるか、分母を少なくするかは出来る筈」等と提言している。
しかしリオ五輪本番では、田中（19位）を含め男女マラソン日本代表6人全てが、メダル及び8位入賞も届かなかった。特に女子マラソン日本代表は3大会連続してメダル・入賞を逃す不振に、日本陸連はマラソン選考について大幅な見直しを検討。リオ五輪後の2016年11月2日、山下佐知子監督は日本陸連ナショナルチーム・女子強化コーチに就任する。翌2017年4月18日、日本陸連は2020年東京オリンピック・男女マラソン日本代表選考の詳細方針を発表し、さらに同年8月23日には、当選考競技会の正式名称を「マラソングランドチャンピオンシップ（通称：MGC）」と公表した。

## マラソン全成績
| 年月           | 大会                         | 順位 | 記録          | 備考                                                                 |
| -------------- | ---------------------------- | ---- | ------------- | -------------------------------------------------------------------- |
| 2014年3月9日   | 名古屋ウィメンズマラソン     | 4位  | 2時間26分05秒 | 初マラソン・仁川アジア大会選考レース                                 |
| 2014年11月16日 | 横浜国際女子マラソン         | 優勝 | 2時間26分57秒 | 初優勝・世界陸上北京大会選考レース                                   |
| 2015年9月27日  | ベルリンマラソン             | 8位  | 2時間28分00秒 | 日本女子トップ                                                       |
| 2016年3月13日  | 名古屋ウィメンズマラソン     | 2位  | 2時間23分19秒 | 自己記録・日本人トップ・リオデジャネイロ五輪選考レース               |
| 2016年8月21日  | リオデジャネイロオリンピック | 19位 | 2時間31分12秒 | 日本女子では二番手                                                   |
| 2019年1月27日  | 大阪国際女子マラソン         | 7位  | 2時間29分03秒 | MGCシリーズ第7弾（2020年東京オリンピック選考会）・現役最後のマラソン |